# Tridontium pellucidum
Tridontium pellucidum là một loài Rêu trong họ Grimmiaceae. Loài này được (Hedw.) Lindb. mô tả khoa học đầu tiên năm 1863.